# 世田谷合同庁舎
世田谷合同庁舎（せたがやごうどうちょうしゃ）は、東京都世田谷区若林にある合同庁舎。

## 概要
国土交通省関東地方整備局、東京都、世田谷区の機関が入居する合同庁舎であり、国・都道府県・地方自治体3者の機関が合築されたのは全国で初めての事例であった。地上6階建地下1階て延べ床面積約1万3100平方メートル。もともとは東京都世田谷都税事務所（1978年竣工）と世田谷税務署（1964年竣工）2棟が立地していたが老朽化していたことや利便性向上のため近隣にあった区と
国や都の施設とともに合築による整備を採択した。2棟を更地にしたのち、2014年3月18日に着工し、2016年7月29日に竣工した。世田谷図書館は2016年9月1日にオープンした。

## 入居機関
- 東京国税局世田谷税務署（国）
- 東京法務局世田谷出張所（国）
- 世田谷都税事務所（東京都）
- 世田谷保健福祉センター（世田谷区）
- 世田谷図書館（世田谷区）

## アクセス
- 東急世田谷線松陰神社前駅下車4分